# 芝浦分屯地
座標: 北緯35度37分43秒 東経139度45分04秒 / 北緯35.62856733298724度 東経139.75123286247253度

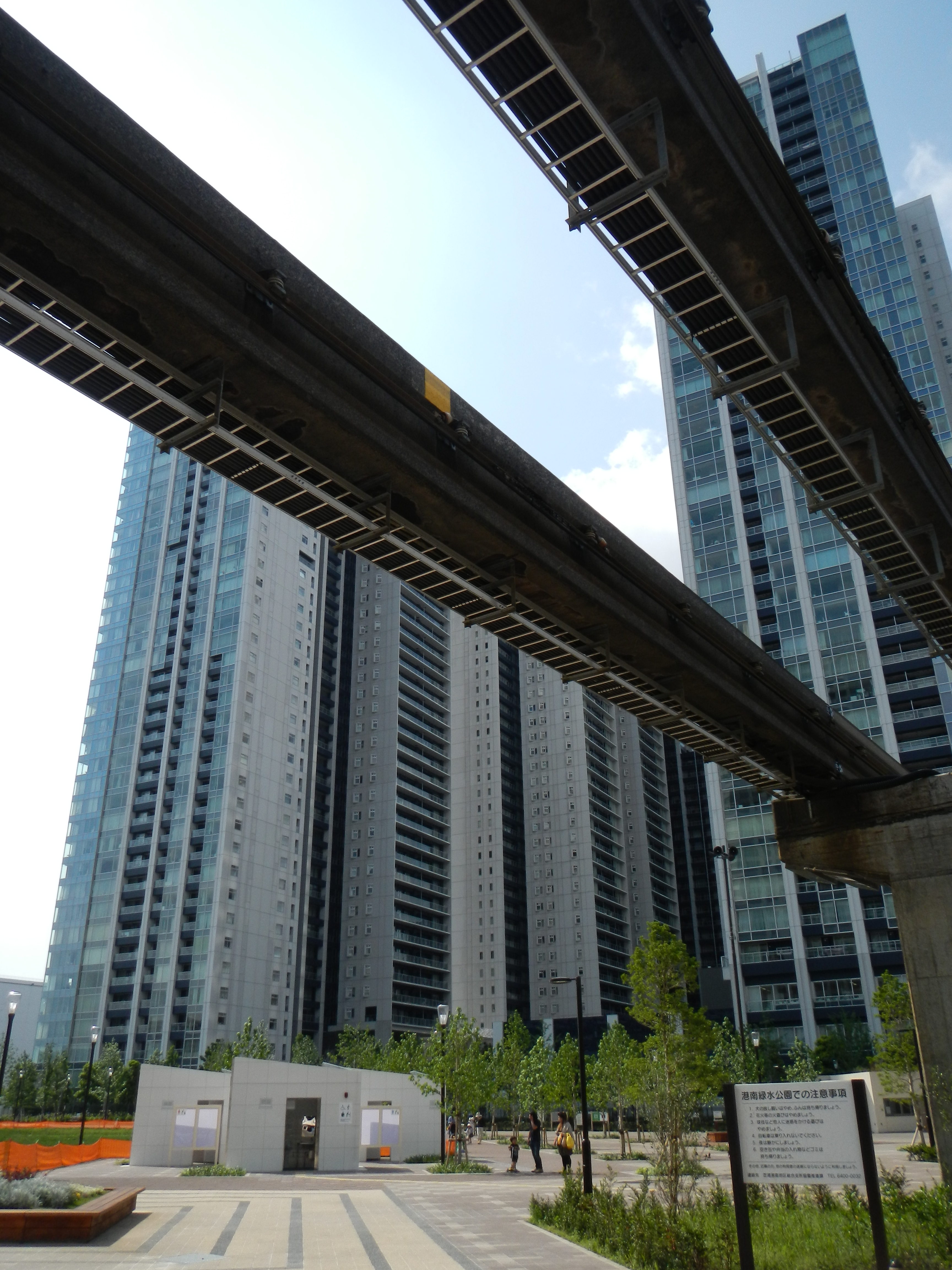
跡地の公園（2012年5月）

芝浦分屯地（しばうらぶんとんち、JGSDF Vice-Camp Shibaura）は東京都港区港南四丁目7番47号に所在していた、陸上自衛隊市ヶ谷駐屯地の分屯地。防衛庁移転計画に基づき2000年（平成12年）3月27日付で廃止された。跡地は港区により整備され、現在は港区立港南緑水公園となっている。

## 沿革
陸上自衛隊
- 1957年（昭和32年）8月27日：警務隊が練馬駐屯地から移駐。

陸上自衛隊芝浦駐屯地
- 1957年（昭和32年）9月2日：芝浦駐屯地として開設。

陸上自衛隊芝浦分屯地
- 1960年（昭和35年）1月14日：市ヶ谷駐屯地の開設により、同駐屯地の分屯地となる。警務隊本部が市ヶ谷駐屯地に移駐。
- 1961年（昭和36年）5月29日：警務隊本部が市ヶ谷駐屯地から再び移駐。
- 2000年（平成12年）
  - 3月10日：警務隊本部が市ヶ谷駐屯地へ移駐。
  - 3月27日：芝浦分屯地が閉鎖。

## 駐屯していた部隊
- 市ヶ谷駐屯地業務隊芝浦派遣隊
- 警務隊本部
- 第302保安中隊
- 第316基地通信中隊芝浦派遣隊

### 廃止時以前に駐屯していた部隊
- 陸上自衛隊中央音楽隊：1957年（昭和32年）8月27日～1978年（昭和53年）3月25日
- 陸上幕僚監部第5部教材班：1957年（昭和32年）8月～1960年（昭和35年）1月
- 第301写真中隊：1957年（昭和32年）8月～1960年（昭和35年）1月
- 防衛研修所戦史室：1957年（昭和32年）8月～1960年（昭和35年）1月
- 東部方面音楽隊：1978年（昭和53年）3月25日～1994年（平成6年）7月27日

## 最寄の幹線交通
- 高速道路：首都高速1号羽田線芝浦出入口
- 一般道：国道15号、国道375号、東京都道316号日本橋芝浦大森線、東京都道317号環状六号線、東京都道480号品川埠頭線
- 鉄道：JR東海東海道新幹線/JR東日本東海道線（上野東京ライン）・山手線・京浜東北線・横須賀線/京浜急行電鉄京急本線 品川駅、東京モノレール羽田線 天王洲アイル駅
- 港湾：東京港（特定重要港湾）
- 飛行場：羽田空港（第一種空港）